# 钝圆杜鹃
钝圆杜鹃（学名：Rhododendron kwangsiense var. obovatifolium）为杜鹃花科杜鹃花属下的一个变种。

## 扩展阅读
- 維基物種上的相關：钝圆杜鹃